# Rotang
El rotang (que deriva del malai rotan), canya massissa, jonc d'Índies, canya de Bengala o canya de l'Índia (Calamus rotang), és un grup d'unes 600 espècies de plantes de la família arecàcia (palmeres). Són natives de les regions tropicals d'Àfrica, Àsia i Australàsia.

## Estructura
La majoria dels rotangs difereixen d'altres espècies de palmeres pel fet de tenir les tiges primes, 2–5 cm de diàmetre amb nusos llargs entre les fulles; a més no són arbres sinó que són lianes que s'entortolliguen en els arbres. Superficialment semblen bambú. Algunes espècies no s'aguanten per elles mateixes i necessiten un suport però d'altres gèneres (per exemple Metroxylon, Pigafetta, Raphia) s'assemblen més a les típiques palmeres. Molts rotangs tenen ganxos o espines que també repel·leixen els herbívors. Els rotangs poden arribar a fer 240 metres de llarg (en el gènere Calamus) El (70%) de les espècies viuen a Indonèsia.
Aquest grup de plantes està amenaçat per la sobreexplotació.

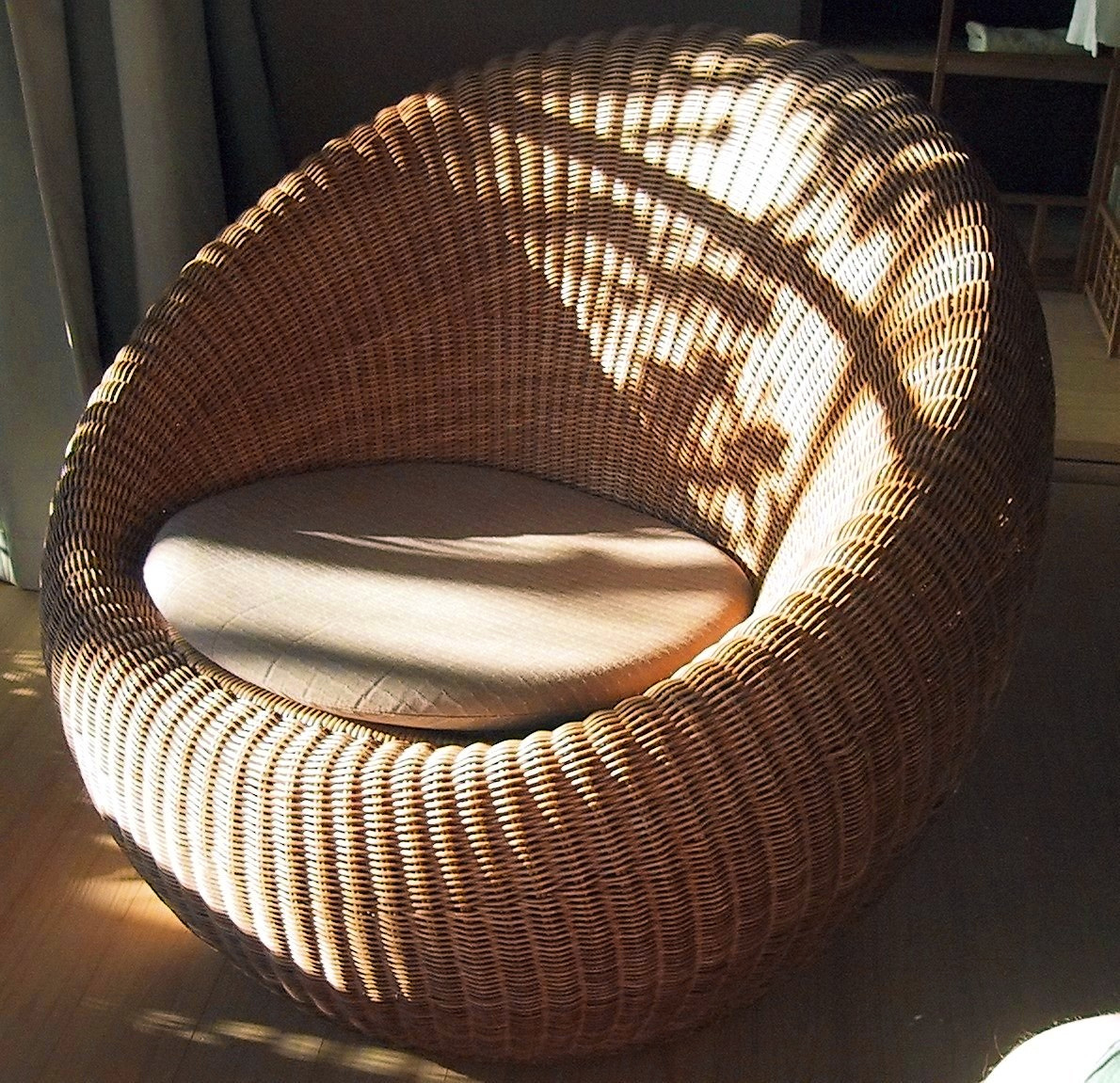
Una cadira de rotang

## Usos

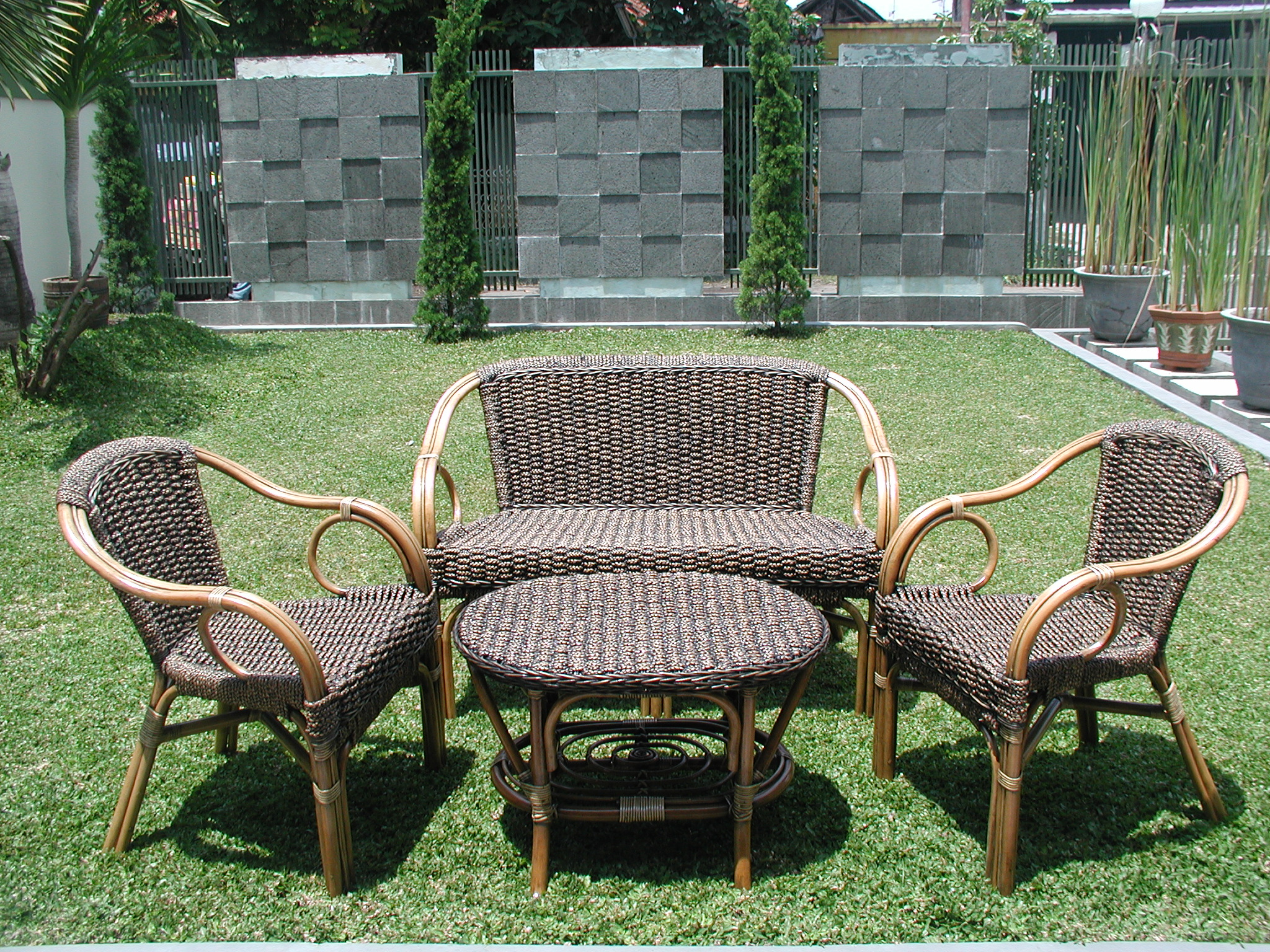
Cadires i taula de Rotang

El rotang és una fusta lleugera i molt fàcil de treballar que s'ha utilitzat des de temps molt antics. Tot i que les tiges mai no són gaire gruixudes, es poden doblegar escalfant-les sota pressió, podent fer formes molt creatives. És un material que té la propietat de ser molt fort, elàstic i de resistir força bé la intempèrie i els atacs dels insectes xilòfags, com els corcs i els tèrmits.
El rotang és molt utilitzat per fer mobles, que a Europa s'anomenen erròniament de bambú. També s'utilitza per fer bastons, braçalets, cistells i llums de peu, entre altres coses.
A Brunei, Malàisia i Singapur els bastons per infligir càstic corporal són una vara de rotang.
Un dels nous usos de rotang és per fabricar material ossi artificial utilitzat en cirurgia.